# همریختی
در جبر مجرد، همریختی یا همومورفیسم (به انگلیسی: homomorphism)، نگاشتی محافظت‌کننده-از-ساختار بین دو ساختار جبری (مانند دو گروه، حلقه یا فضای برداری) است. هر هم‌ریختی که یک به یک و پوشا باشد را یک‌ریختی می‌نامیم. کلمهٔ همومرفیسم در زبان یونان باستان از کلمهٔ ὁμός (homos) به معنی «یکسان» و μορφή (morphe) به معنی «ریخت» یا «شکل» گرفته شده‌است.
هم‌ریختی فضاهای برداری را نگاشت‌های خطی، و مطالعه‌شان را جبر خطی گویند.
مفهوم هم‌ریختی تحت عنوان ریخت، به ساختارهای بسیار دیگری که بنیان مجموعه ای ندارند یا حتی جبری نیستند نیز تعمیم یافته‌است. این تعمیم نقطه آغازین نظریه رسته‌هاست.
هم‌ریختی می‌تواند یک‌ریختی، درون‌ریختی، خودریختی و … نیز باشد. (ادامه مقاله را ببینید). هر کدام از این‌ها را می‌توان به گونه‌ای تعریف کرد که به هر کلاس از ریخت‌ها نیز تعمیم یابد.

## تعریف
یک هم‌ریختی، نگاشتی بین دو ساختار جبری از یک سنخ می‌باشد که عملیات ساختارها را حفظ می‌کند؛ یعنی نگاشتی چون {\displaystyle f\colon A\rightarrow B} بین دو مجموعه {\displaystyle A,B} که هردو به یک ساختار و در نتیجه به یک عملگر مجهز باشند، چنان‌که اگر {\displaystyle \cdot } عملی روی این ساختار باشد (در اینجا برای ساده‌سازی فرض می‌کنیم که عملگر مد نظر یک عملگر دوتاییست)، آنگاه برای هر {\displaystyle x,y} در {\displaystyle A} داریم:
{\displaystyle f(x\cdot y)=f(x)\cdot f(y)}
می‌گویند {\displaystyle f} عملیات را حفظ می‌کند یا با آن سازگاری دارد.
به‌طور صوری، نگاشتی چون {\displaystyle f\colon A\rightarrow B} یک عملیات {\displaystyle k}-تایی چون {\displaystyle \mu } را که بر روی هردوی {\displaystyle A} و {\displaystyle B} تعریف شده‌است، حافظ ساختار است اگر برای تمام {\displaystyle x,y} در {\displaystyle A} داشته باشیم:
{\displaystyle f(\mu _{A}(a_{1},\ldots ,a_{k}))=\mu _{B}(f(a_{1}),\ldots ,f(a_{k})),}
عملیاتی که باید تحت هم‌ریختی‌ها حفظ شوند شامل عملیات ۰-تایی، یعنی ثوابت نیز می‌شود. زمانی که ساختارهای مذکور عنصر همانی داشته باشند، عنصر همانی دامنه باید به عنصر همانی متناظر با آن در هم‌دامنه نگاشته شود.
به عنوان مثال:
- یک هم‌ریختی نیم‌گروهی نگاشتی بین نیم‌گروه‌هاست که عمل نیم‌گروه را حفظ می‌کند.
- یک هم‌ریختی مونوئیدی نگاشتی بین مونوئیدهاست که عمل مونوئید را حفظ کرده و عنصر همانی مونوئید اول را به عمل دوتایی مونوئید دومو می‌نگارد (درینجا عنصر همانی عمل ۰-تاییست).
- یک هم‌ریختی گروهی، نگاشتی بین گروه‌هاست که عمل گروهی را حفظ می‌کند. این هم‌ریختی منجر به این می‌شود که عنصر همانی گروه اول به عنصر همانی گروه دوم نگاشته شده و عنصر معکوس یک عضو از گروه اول به معکوس تصویر آن عضو نگاشته می‌شود؛ لذا هم‌ریختی نیم‌گروهی بین گروه‌ها لزوماً یک هم‌ریختی گروهیست.
- یک هم‌ریختی حلقه ای نگاشتی بین حلقه‌هاست که جمع حلقه ای، ضرب حلقه ای و عنصر همانی ضربی حلقه را حفظ می‌کند. این که آیا همانی ضربی حفظ می‌شود بستگی به تعریف حلقه مورد استفاده دارد. اگر همانی ضربی حفظ نشود، به تعریف هم‌ریختی رانگ rng می‌رسیم.
- نگاشت خطی هم‌ریختی ای از فضاهای برداریست؛ یعنی هم‌ریختی گروهی بین فضاهای برداری که ساختار گروه آبلی و ضرب اسکالر را حفظ می‌کند.
- یک هم‌ریختی مدولی که به آن نگاشت خطی بین مدول‌ها نیز گفته می‌شود به‌طور مشابه تعریف می‌شود.
- یک هم‌ریختی جبری نگاشتی است که عملیات جبری را حفظ می‌کند.

ممکن است یک ساختار جبری بیش از یک عمل داشته باشد و برای حفظ هر کدام از آن عمل‌ها نیاز به یک هم‌ریختیست؛ لذا نگاشتی که فقط برخی از آن عمل‌ها را حفظ کند هم‌ریختی ساخار نیست، بلکه صرفاً هم ریختی آن ساختار تحت عمل‌های حفظ شده می‌باشد. به عنوان مثال، نگاشتی بین مونوئیدها که عمل مونوئید را حفظ کرده اما عنصر همانی را حفظ نکند یک هم‌ریختی مونوئیدی نیست، بلکه صرفاً یک هم‌ریختی نیم‌گروهیست.

## مثال‌ها

هم‌ریختی مونوئیدی از مونوئید به مونوئید که به صورت تعریف شده‌است. این هم‌ریختی یک به یک است اما پوشا نیست.

اعداد حقیقی تشکیل یک حلقه می‌دهند که در آن هم عمل جمع وجود دارد و هم عمل ضرب. مجموعه تمام ماتریس‌های {\displaystyle 2\times 2} نیز تحت اعمال جمع و ضرب ماتریسی تشکیل یک حلقه می‌دهند. اگر ما تابعی بین این دو حلقه (اعداد حقیقی و ماتریس‌های {\displaystyle 2\times 2}) به صورت زیر تعریف کنیم:
{\displaystyle f(r)={\begin{pmatrix}r&0\\0&r\end{pmatrix}}}
که در آن {\displaystyle r} یک عدد حقیقیست، آنگاه {\displaystyle f} هم‌ریختی بین حلقه‌ها خواهد بود، چرا که {\displaystyle f} هم جمع را حفظ می‌کند:
{\displaystyle f(r+s)={\begin{pmatrix}r+s&0\\0&r+s\end{pmatrix}}={\begin{pmatrix}r&0\\0&r\end{pmatrix}}+{\begin{pmatrix}s&0\\0&s\end{pmatrix}}=f(r)+f(s)}
هم ضرب را:
{\displaystyle f(rs)={\begin{pmatrix}rs&0\\0&rs\end{pmatrix}}={\begin{pmatrix}r&0\\0&r\end{pmatrix}}{\begin{pmatrix}s&0\\0&s\end{pmatrix}}=f(r)\,f(s).}
به عنوان مثالی دیگر، اعداد مختلط ناصفر را در نظر بگیرید، این اعداد مانند اعداد حقیقی ناصفر تحت عمل ضرب تشکیل یک گروه می‌دهند (صفر از هردوی این گروه‌ها باید حذف شود چرا که معکوس ضربی ندارد، که از شرایط ضروری گروه‌هاست). تابعی مثل {\displaystyle f} از اعداد مختلط ناصفر به اعداد حقیقی ناصفر به صورت زیر تعریف می‌کنیم:
{\displaystyle f(z)=|z|.}
یعنی {\displaystyle f(z)} قدرمطلق عدد مختلط {\displaystyle z} است. آنگاه {\displaystyle f} هم‌ریختی گروه‌هاست، چرا که ضرب را حفظ می‌کند:
{\displaystyle f(z_{1}z_{2})=|z_{1}z_{2}|=|z_{1}||z_{2}|=f(z_{1})f(z_{2}).}
توجه کنید که {\displaystyle f} را نمی‌توان به هم‌ریختی حلقه ای بسط داد (هم‌ریختی حلقه ای از اعداد مختلط به اعداد حقیقی)، چرا که جمع را حفظ نمی‌کند:
{\displaystyle |z_{1}+z_{2}|\neq |z_{1}|+|z_{2}|.}
به عنوان مثالی دیگر، درون تصویر نمودار هم‌ریختی {\displaystyle f}ی از مونوئید {\displaystyle (\mathbf {N} ,+,\,0)} به {\displaystyle (\mathbf {N} ,\times ,0)} نشان داده شده. به علت مختلف بودن اعمال دوتایی این دو ساختار، خاصیت هم‌ریختی {\displaystyle f} به صورت {\displaystyle f(x+y)=f(x)\times f(y)} نشان داده می‌شود و داریم {\displaystyle f(0)=1}.
یک جبر ترکیبیاتی {\displaystyle A} روی میدان {\displaystyle F} که به فرم مربعی باشد را نرم نامیده که به صورت {\displaystyle N\colon A\rightarrow F} است و یک هم‌ریختی گروهی از گروه ضربی {\displaystyle A} به گروه ضربی {\displaystyle F} می‌باشد.

## هم‌ریختی‌های خاص
انواع هم‌ریختی‌ها برای خود نام‌های خاصی دارند، که در تعمیم‌شان به ریخت‌های نظریه رسته‌ها نیز از همین نام‌ها بهره می‌برند.

### یک‌ریختی
یک یک‌ریختی بین دو ساختار جبری هم‌سنخ را اغلب به صورت هم‌ریختی دوسویه تعریف می‌کنند.: 134 : 28 
در بستر عام‌تر، در نظریه رسته‌ها، یک‌ریختی به صورت ریخت تعریف می‌شود، ریختی که دارای معکوسیست که خود آن هم ریخت باشد. در مورد ساختارهای جبری خاص، این دو تعریف معادل هستند، اگرچه که ممکن است برای ساختارهای غیر جبری که دارای مجموعه زیرین باشند این دو تعریف متفاوت باشد.
به‌طور دقیق تر اگر:
{\displaystyle f\colon A\rightarrow B}
یک (هم) ریخت باشد، دارای معکوس است اگر وجود داشته باشد:
{\displaystyle g\colon B\rightarrow A}
چنان‌که:
{\displaystyle f\circ g=\operatorname {Id} _{B}\qquad ,\qquad g\circ f=\operatorname {Id} _{A}.}
اگر {\displaystyle A} و {\displaystyle B} دارای مجموعه زیرین باشند و {\displaystyle f\colon A\rightarrow B} دارای معکوس {\displaystyle g} باشد، آنگاه {\displaystyle f} دوسویه است. در حقیقت {\displaystyle f} یک به یک است، چرا که {\displaystyle f(x)=f(y)} نتیجه می‌دهد {\displaystyle x=g(f(x))=g(f(y))=y} و {\displaystyle f} پوشاست چرا که برای هر {\displaystyle x} در {\displaystyle B} داریم {\displaystyle x=f(g(x))} و {\displaystyle x} تصویر عنصری از {\displaystyle A} است.
برعکس، اگر {\displaystyle f\colon A\rightarrow B} یک هم‌ریختی دو سویه بین ساختارهای جبری باشد، فرض کنید {\displaystyle g\colon B\rightarrow A} نگاشتی باشد چنان‌که {\displaystyle g(y)} عنصر منحصر به فردی چون {\displaystyle x} از {\displaystyle A} بوده چنان‌که {\displaystyle f(x)=y}. در نتیجه داریم {\displaystyle f\circ g=\operatorname {Id} _{B}} و {\displaystyle g\circ f=\operatorname {Id} _{A}}، و تنها چیزی که باقی می‌ماند این است که نشان دهیم {\displaystyle g} یک هم‌ریختی است. اگر {\displaystyle *} یک عمل دوتایی این ساختار باشد، برای هر جفت {\displaystyle x,y} از عناصر {\displaystyle B} داریم:
{\displaystyle g(x*_{B}y)=g(f(g(x))*_{B}f(g(y)))=g(f(g(x)*_{A}g(y)))=g(x)*_{A}g(y),}
و لذا {\displaystyle g} با {\displaystyle *} سازگار خواهد بود. اثبات آن برای هر عمل چندتایی دیگر هم مشابه عمل دوتایی است، و از آن نتیجه می‌گیریم که {\displaystyle g} یک هم‌ریختی است.
این اثبات برای ساختارهای غیر جبری کار نمی‌کند. به عنوان مثال، برای فضاهای توپولوژیکی، ریخت را نگاشت پیوسته می‌گویند، و معکوس نگاشت پیوسته دو سویه لزوماً پیوسته نیست. یک‌ریختی در فضاهای توپولوژی را همسان‌ریختی یا نگاشت دوپیوسته (نگاشتی که هم خودش و هم معکوسش پیوسته باشند) گویند.

### درون‌ریختی
یک درون‌ریختی، هم‌ریختی است که دامنه اش برابر با هم دامنه‌اش باشد، یا به‌طور کلی تر ریختی که منبع آن با هدفش برابر باشد.: 135 
درون‌ریختی‌های یک ساختار جبری، یا شی‌ از یک رسته تحت عمل ترکیب تشکیل مونوئید می‌دهد.
درون‌ریختی‌های یک فضای برداری یا یک مدول تشکیل یک حلقه می‌دهد. در حالتی که در بستر فضاهای برداری یا مدول‌های آزاد متناهی بعد کار می‌کنیم، انتخاب پایه، یکریختی حلقه‌ای بین حلقه درون‌ریختی‌ها و حلقه ماتریس‌های مربعی هم بعد القاء می‌کند.

### خودریختی
یک خودریختی، درون‌ریختی است که علاوه بر درون‌ریختی، یک‌ریختی نیز می‌باشد.: 135 
خودریختی‌های یک ساختار جبری یا یک شیء از یک رسته، تحت عمل ترکیب، تشکیل گروه می‌دهد که به آن گروه خودریختی‌های آن ساختار می‌گوییم.
بسیاری از گروه‌هایی که بر روی آن‌ها نامی قرار داده شده، خود گروه خودریختی از یک ساختار جبری اند. به عنوان مثال، گروه خطی عمومی {\displaystyle GL_{n}(k)} گروه خودریختی فضاهای برداری {\displaystyle n} بعدی روی یک میدان {\displaystyle k} می‌باشد.
گروه‌های خودریختی میدان‌ها توسط اواریسته گالوا به منظور مطالعه ریشه چند جمله‌ای‌ها معرفی شدند و اکنون پایه نظریه گالوا می‌باشند.

### تک‌ریختی
برای ساختارهای جبری، تک‌ریختی‌ها عمدتاً به صورت هم‌ریختی‌های یک به یک تعریف می‌شوند.: 134 : 29 
در حالت کلی تر، در نظریه رسته‌ها، یک تک‌ریختی به صورت ریختی تعریف می‌شود که خاصیت چپ حذف شدنی دارد. این بدین معناست که (هم) ریختی {\displaystyle f\colon A\rightarrow B} تک ریختی است اگر برای هر جفت {\displaystyle f,g} از ریخت‌ها از هر شیء درون رسته {\displaystyle C} به شیء {\displaystyle A} از {\displaystyle f\circ g=f\circ h} نتیجه بگیریم که {\displaystyle g=h} است. 
این دو تعریف تکریختی برای همه ساختارهای جبری معمول معادل هستند. به صورت دقیق‌تر، آن‌ها برای میدان‌ها، که در آن هر همریختی یک تکریختی است، و برای واریته‌های جبر جهانی، که ساختارهای جبری هستند که در آن عمل‌ها و اصول (اتحادها) بدون هیچ محدودیتی تعریف شده‌اند، معادل اند (میدان‌ها واریته نمی‌سازند، زیرا وارون ضربی یا به صورت عمل یگانی یا به صورت یک ویژگی از ضرب تعریف شده‌است، که در هر دو حالت، تنها برای عناصر غیرصفر تعریف شده‌است).
بخصوص، این دو تعریف همریختی برای مجموعه‌ها، ماگماها، نیم‌گروه‌ها، مونویدها، گروه‌ها، حلقه‌ها، میدان‌ها، فضاهای برداری و مدول‌ها معادل هستند.
یک تکریختی مجزا یک همریختی است که یک وارون چپ دارد، و از این‌رو خودش یک وارون راست برای همریختی دیگری است؛ یعنی، یک همریختی {\displaystyle f\colon A\to B} یک هوموریختی مجزا است اگر یک همریختی {\displaystyle g\colon B\to A} موجود باشد به اینصورت که {\displaystyle g\circ f=\operatorname {Id} _{A}} باشد. در هر دو معنی تکریختی، یک تکریختی مجزا همیشه یک یکریختی است. برای مجموعه‌ها و فضاهای برداری، هر تکریختی یک تکریختی مجزا است، اما این ویژگی برای بیشتر ساختارهای جبری معمول برقرار نیست.

### اپی‌ریختار
در جبر، اپی‌ریختار را به صورت همریختی پوشا تعریف می‌کنند.: 134 : 43  از جهت دیگر، در نظریه رسته‌ها، اپی‌ریختارها را به صورت ریختارهای راست قابل‌لغو تعریف می‌کنند. این یعنی یک (هم) ریختی {\displaystyle f:A\to B} وقتی یک اپی‌ریختار است که، برای هر جفت {\displaystyle g} ،{\displaystyle h} از ریختارها از {\displaystyle B} به هر شیء دیگر {\displaystyle C}، تساوی {\displaystyle g\circ f=h\circ f} پیامد بدهد که {\displaystyle g=h} است.
یک همریختی پوشا همیشه راست لغوپذیر است، اما برعکس آن همیشه برای ساختارهای جبری درست نیست. با این حال، این دو تعریف اپی‌ریختار برای مجموعه‌ها، فضاهای برداری، گروه‌های آبلی، مدول‌ها (زیر را برای اثبات ببینید) و گروه‌ها معادل می‌باشد. اهمیت این دو ساختار در ریاضیات، و مخصوصاً در جبر خطی و جبر هومولوژی می‌تواند وجود همزمان دو تعریف غیرمعادل را توضیح دهد.
ساختارهای جبری که برای آن اپی‌ریختارهای غیرپوشا وجود دارد شامل نیم‌گروه‌ها و حلقه‌ها می‌شود. اصلی‌ترین مثال همان شمول اعداد صحیح در اعداد گویا است، که یک همریختی حلقه‌ها و نیم‌گروه‌های ضربی است. برای هر دو ساختار، این یک تکریختی و یک اپی‌ریختار غیرپوشا است ولی یک ایزوریختار نیست.
یک تعمیم گسترده از این مثال محلی‌سازی یک حلقه توسط یک مجموعه ضربی است. هر محلی‌سازی یک اپی‌ریختار حلقه‌ای است، که به صورت کلی، پوشا نیست. به این دلیل که محلی‌سازی در جبر جابجایی و هندسه جبری مبنایی نیست، این موضوع توضیح می‌دهد که چرا در این زمینه‌ها، تعریف اپی‌ریختارها به صورت هوموریختارهای راست لغوپذیر به صورت معمول ارجح‌تر است.
یک اپی‌ریختار مجزا یک همریختی است که یک وارون راست دارد، و ازاین‌رو خودش یک وارون چپ از همریختی دیگر است؛ یعنی، یک همریختی {\displaystyle f\colon A\to B} وقتی یک اپی‌ریختار مجزا است که یک همریختی {\displaystyle g\colon B\to A} موجود باشد که در آن {\displaystyle f\circ g=\operatorname {Id} _{B}} برقرار باشد. در هر دو معنی اپی‌ریختار، یک اپی‌رزیختار مجزا همیشه یک اپی‌ریختار است. برای مجموعه‌ها و فضاهای برداری، هر اپی‌ریختار یک اپی‌ریختار مجزا است، اما این ویژگی برای بیشتر ساختارهای جبری معمول برقرار نیست.
به صورت خلاصه، این رابطه را داریم
{\displaystyle {\text{split epimorphism}}\implies {\text{epimorphism (surjective)}}\implies {\text{epimorphism (right cancelable)}};}
پیامد آخر برای مجموعه‌ها، فضاهای برداری، ماژول‌ها، و گروه‌های آبلی یک هم‌ارزی است؛ پیامد اول برای مجموعه‌ها و فضاهای برداری یک هم‌ارزی است.

## هسته

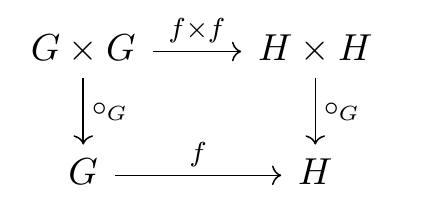
نمودار جابجایی یک همریختی گروهی

هر همریختی {\displaystyle f:X\to Y} یک رابطه هم‌ارزی {\displaystyle \sim } را روی {\displaystyle X} توسط {\displaystyle a\sim b} تعریف می‌کند، اگر و فقط اگر {\displaystyle f(a)=f(b)} باشد. این رابطه {\displaystyle \sim } هسته {\displaystyle f} نامیده می‌شود. این یک رابطه هم‌نهشتی روی {\displaystyle X} است. به صورت طبیعی، به مجموعه خارج‌قسمتی {\displaystyle X/{\sim }} می‌توان یک ساختار با نوع مشابه با {\displaystyle X} داد، این کار با تعریف عمل‌های مجموعه خارج‌قسمتی توسط {\displaystyle [x]\ast [y]=[x\ast y]} انجام می‌شود، که برای هر عمل {\displaystyle \ast } از {\displaystyle X} برقرار است. در آن حالت، تصویر {\displaystyle X} در {\displaystyle Y} تحت همریختی {\displaystyle f} لزوماً با {\displaystyle X/\!\sim } ایزوریختار است؛ این واقعیت یکی از قضیه‌های ایزوریختی است.
وقتیکه ساختار جبری برای یک عمل یک گروه است، کلاس هم‌ارزی {\displaystyle K} از عنصر همانی این عمل برای مشخص‌کردن رابطه هم‌ارزی کافی است. در این‌حالت، خارج‌قسمت بر رابطه هم‌ارزی توسط {\displaystyle X/K} نشان داده می‌شود (که معمولاً به صورت {\displaystyle X} به پیمانه {\displaystyle K} خوانده می‌شود). بنابراین در این حالت، این {\displaystyle K} است و نه {\displaystyle \sim }، که هسته {\displaystyle f} نامیده می‌شود. هسته‌های همریختی‌های یک نوع بخصوص از ساختارهای جبری به صورت طبیعی مجهر به یک ساختار هستند. در حالت گروه‌های آبلی، فضاهای برداری و مدول‌ها، این نوع ساختاری هسته‌ها مشابه ساختار مدنظر است. اما در حالت‌های دیگر، متفاوت اند و نام دیگری هم گرفته‌اند، مثل زیرگروه نرمال برای هسته‌های همریختی‌های گروهی و ایده‌آل‌ها برای هسته‌های همریختی‌های حلقه‌ای (در حالت حلقه‌های غیرجابجایی، کرنل‌ها همان ایده‌آل‌های دوجهته هستند).

## ساختارهای رابطه‌ای
در نظریه مدل‌ها، مفهوم ساختار جبری به ساختارهای شامل هم عمل و هم رابطه تعمیم می‌یابد. فرض کنید که L یک امضای شامل نمادهای تابع و رابطه باشد و A, B دو L-ساختار باشد. آنوقت یک هم‌ریختی از A به B یک نگاشت h از دامنه A به دامنه B است که در آن
- h(FA(a1,…,an)) = FB(h(a1),…,h(an)) برای هر نماد تابعی n-آریتی F در L،
- RA(a1,…,an) پیامد بدهد RB(h(a1),…,h(an)) برای هر نماد رابطه‌ای R با آریت n در L.

در حالت خاصی که فقط یک رابطه دودویی دارد، ما به یک مفهوم همریختی گراف می‌رسیم.

## نظریه زبان صوری
از همریختی در مطالعه زبان‌های صوری نیز استفاده می‌شود، و معمولاً به صورت مختصر به آن ریختار گفته می‌شود. اگر الفباهای {\displaystyle \Sigma _{1}} و {\displaystyle \Sigma _{2}} را داشته باشیم، یک تابع {\displaystyle h\colon \Sigma _{1}^{*}\to \Sigma _{2}^{*}} که در آن {\displaystyle h(uv)=h(u)h(v)} برای همه {\displaystyle u,v\in \Sigma _{1}} برقرار است یک همریختی روی {\displaystyle \Sigma _{1}^{*}} نامیده می‌شود. اگر {\displaystyle h} یک همریختی روی {\displaystyle \Sigma _{1}^{*}} باشد و {\displaystyle \varepsilon } نشان‌دهنده رشته خالی باشد، آنوقت {\displaystyle h} را یک همریختی فاقد-{\displaystyle \varepsilon } می‌نامند وقتیکه {\displaystyle h(x)\neq \varepsilon } برای همه {\displaystyle x\neq \varepsilon } در {\displaystyle \Sigma _{1}^{*}} برقرار باشد.
یک همریختی {\displaystyle h\colon \Sigma _{1}^{*}\to \Sigma _{2}^{*}} روی {\displaystyle \Sigma _{1}^{*}} که {\displaystyle |h(a)|=k} را برای همه {\displaystyle a\in \Sigma _{1}} برآورده می‌کند، یک همریختی {\displaystyle k}-هم‌حالت نامیده می‌شود. اگر {\displaystyle |h(a)|=1} برای همه {\displaystyle a\in \Sigma _{1}} برقرار باشد، (یعنی {\displaystyle h} یک ۱-هم‌حالت باشد)، آنوقت {\displaystyle h} را کدینگ هم می‌نامند.
مجموعه {\displaystyle \Sigma ^{*}} از کلمه‌های تشکیل شده از الفبای {\displaystyle \Sigma } را می‌توان به صورت مونوید آزاد تولید شده توسط {\displaystyle \Sigma } تصور کرد. در اینجا عمل مونوید الحاق است، و عنصر همانی برابر کلمه خالی است. از این دیدگاه، یک همریختی زبانی دقیقاً یک همریختی مونویدی است.

## ارجاعات
1. ↑  «همریختی» [ریاضی] هم‌ارزِ «homomorphism»؛ منبع: گروه واژه‌گزینی. دفتر سوم. فرهنگ واژه‌های مصوب فرهنگستان. تهران: انتشارات فرهنگستان زبان و ادب فارسی. شابک ۹۶۴-۷۵۳۱-۵۰-۸ (ذیل سرواژهٔ همریختی)
2. 1 2 3 4 5  Birkhoff, Garrett (1967) [1940], Lattice theory, American Mathematical Society Colloquium Publications, vol. 25 (3rd ed.), Providence, R.I.: American Mathematical Society, ISBN 978-0-8218-1025-5, MR 0598630
3. 1 2 3  Stanley N. Burris; H.P. Sankappanavar (2012). A Course in Universal Algebra (PDF). ISBN 978-0-9880552-0-9.
4. 1 2  Mac Lane, Saunders (1971). Categories for the Working Mathematician. Graduate Texts in Mathematics. Vol. 5. Springer-Verlag. Exercise 4 in section I.5. ISBN 0-387-90036-5. Zbl 0232.18001.
5. ↑  Linderholm, C. E. (1970). A group epimorphism is surjective. The American Mathematical Monthly, 77(2), 176-177.
6. ↑  Dăscălescu, Sorin; Năstăsescu, Constantin; Raianu, Șerban (2001). Hopf Algebra: An Introduction. Pure and Applied Mathematics. Vol. 235. New York, NY: Marcel Dekker. p. 363. ISBN 0-8247-0481-9. Zbl 0962.16026.
7. ↑  For a detailed discussion of relational homomorphisms and isomorphisms see Section 17.3, in Gunther Schmidt, 2010. Relational Mathematics. Cambridge University Press, شابک ‎۹۷۸−۰−۵۲۱−۷۶۲۶۸−۷
8. ↑  Seymour Ginsburg, Algebraic and automata theoretic properties of formal languages, North-Holland, 1975, شابک ‎۰−۷۲۰۴−۲۵۰۶−۹,
9. ↑  T. Harju, J. Karhumӓki, Morphisms in Handbook of Formal Languages, Volume I, edited by G. Rozenberg, A. Salomaa, Springer, 1997, شابک ‎۳−۵۴۰−۶۱۴۸۶−۹.
10. ↑  (Krieger 2006) p. 287